# Серебрянка (приток Улы)
Серебрянка — река в России, протекает в Опаринском районе Кировской области и Прилузском районе Республики Коми. Устье реки находится в 49 км по правому (в водном реестре ошибочно указано "по левому") берегу реки Ула. Длина реки составляет 17 км. 
Исток реки находится в тайге на территории Кировской области в 16 км к северо-востоку от посёлка Альмеж. Почти всё течение проходит по Кировской области, перед самым устьем река перетекает в Республику Коми. Всё течение проходит по холмистой ненаселённой тайге на Северных Увалах, генеральное направление в верхнем течении - северо-восток, в нижнем - восток. Ширина реки на всём протяжении не превышает 10 метров, приток - Лунвож (правый).

## Данные водного реестра
По данным государственного водного реестра России и геоинформационной системы водохозяйственного районирования территории РФ, подготовленной Федеральным агентством водных ресурсов:
- Бассейновый округ — Двинско-Печорский
- Речной бассейн — Северная Двина
- Речной подбассейн — Малая Северная Двина
- Водохозяйственный участок — Юг
- Код водного объекта — 03020100212103000011832